# HSV Hoek
Hoekse Sportvereniging Hoek, mais conhecido como HSV Hoek, é um clube holandês de futebol de Hoek, na Holanda. Foi fundado em 16 de janeiro de 1950 e disputa a Topklasse, o terceiro nível do futebol holandês. Manda seus jogos no estádio Sportpark Denoek, que tem capacidade para 2.500 espectadores.

## Elenco
Nota: Bandeiras indicam equipe nacional, conforme definido pelas regras de elegibilidade da FIFA. Os jogadores podem ter mais de uma nacionalidade não-FIFA.
| N.º |                 | Posição | Jogador                 |
| --- | --------------- | ------- | ----------------------- |
| 1   | Países Baixos   | G       | Jörg van Nieuwenhuijzen |
| 2   | Bélgica         | D       | Jurgen Landuyt          |
| 3   | Bélgica         | D       | Brecht Delbeke          |
| 4   | Países Baixos   | D       | Giovanni Siereveld      |
| 5   | Costa do Marfim | D       | Michael Koné            |
| 6   | Países Baixos   | D       | Jos van Nieuwstadt      |
| 7   | Países Baixos   | A       | Ferry Alfons (capitão)  |
| 8   | Bélgica         | M       | Stijn Mahieu            |
| 9   | Países Baixos   | A       | Josimar Pattinama       |
| 10  | Países Baixos   | M       | John Schot              |
| 11  | Países Baixos   | A       | Nick de Jong            |

| N.º |               | Posição | Jogador               |
| --- | ------------- | ------- | --------------------- |
| 14  | Países Baixos | A       | Hoessein Bouzambou    |
| 16  | Países Baixos | A       | Regilio Pinas         |
| 17  | Brasil        | M       | Mille Mendes          |
| 18  | Bélgica       | D       | Niels de Loof         |
| 19  | Bélgica       | A       | Cédric Roussel        |
| 20  | Bélgica       | G       | Kristoff Deprez       |
| 21  | Países Baixos | M       | Jeroen van den Broeke |
| 24  | Países Baixos | A       | Rogier Veenstra       |
| 25  | Bélgica       | A       | Dwayne Dildick        |
| 26  | Bélgica       | G       | Sven van Ryckeghem    |